# Ехінокок
Ехінокок (Echinococcus) — рід цестод ряду циклофіллід (Cyclophyllidea). Дорослі особини паразитують у кишечнику псових (собак, вовків, шакалів, лисиць тощо), рідше зустрічаються у котів. Личинки ехінококів — небезпечні паразити людини, що спричинюють захворювання ехінококоз та альвеококоз.

## Види
- Echinococcus canadensis
- Echinococcus equinus
- Echinococcus felidis
- Echinococcus granulosus — Ехінокок звичайний
- Echinococcus multilocularis (Ехінокок багатокамерний або альвеокок)
- Echinococcus oligarthrus
- Echinococcus ortleppi
- Echinococcus shiquicus
- Echinococcus vogeli